# The Fall of Troy
The Fall of Troy é uma banda de post-hardcore de Mukilteo, Washington formada em 2002. Seus três integrantes são: Thomas Erak (vocal, guitarra), Tim Ward (baixo, backup vocal) e Andrew Forsman (bateria).
A banda caracteriza-se pelos vocais alternantes de Erak e Ward, efeitos múltiplos e os extremos do vocal de Erak (belos e suaves cantos a ásperos e agudos gritos). Os três membros vieram da banda The 30 Years War, da qual faziam parte quando tinham aproximadamente 17 anos.
The Fall of Troy combina raízes progressivas de bandas como Rush (uma influência confirmada) e King Crimson com o som moderno e experimental, influenciado por bandas como At The Drive-In e The Blood Brothers. Eles também eram influenciados por uma onda de várias bandas desde The Beatles e Weezer, a Aphex Twin e um tanto de hip hop.
Em 2007 Tim Ward sai da banda dando lugar para Frank Ene.
A banda encerrou suas atividades em 27 de Fevereiro de 2010. De acordo com Thomas Erak, cada um dos membros queria seguir rumos diferentes na vida.
A banda retornou em 2013 com Tim Ward de volta ao baixo.
Em 2017, o baixista Tim Ward ficou indisponível de fazer turnês por motivos pessoais, sendo substituído temporariamente por Drew Pelisek.
Em 2019, Jon-Henry Batts substitui Drew Pelisek como baixista da banda.

## Discografia
- The Fall of Troy - 4 de Novembro de 2003 (Lujo)
- Ghostship (EP) - 2004 (Auto-Lançamento)
- Doppelgänger - 16 de Agosto de 2005 (Equal Vision)
- Manipulator - 1 de Maio de 2007 (Equal Vision)
- Phantom on the Horizon (EP) - 28 de novembro de 2008 (Equal Vision)
- In the Unlikely Event - 6 de Outubro de 2009 (Equal Vision)
- OK - 20 de abril de 2016 (Auto-Lançamento)

## Videografia
- "Tom Waits (Demo Version)" (Equal Vision, 11 de Março de 2005)
- "Whacko Jacko Steals the Elephant Man's Bones" (Equal Vision, 21 de Outubro de 2005)
- "F.C.P.R.E.M.I.X." (Equal Vision, 26 de Maio de 2006)[1]
- "Cut Down All the Trees and Name the Streets After Them" (Equal Vision, 8 de Agosto de 2007)[1]
- "Ex-Creations" (Equal Vision, 16 de Janeiro, 2008)